# Throttle Junkies
Throttle Junkies es el primer álbum de estudio de la banda estadounidense de rock Soil. Fue lanzado el 18 de mayo de 1999 a través de MIA Records. Incluía temas lanzados anteriormente en los EP Soil y en:El Chupacabra (EP) de la banda . Si bien no llegó a las listas de Estados Unidos, alcanzó el puesto 16 en el en:CMJ

## Listado de canciones
1. "Everything" – 2:57
2. "Road to Ruin" – 2:37
3. "Damning Eden" – 3:00
4. "F-Hole" – 2:54
5. "Man I Am" – 3:48
6. "Hello Again" – 3:19
7. "Butterfly" – 3:03
8. "Growing Ways" – 4:08
9. "Stand to Fall" – 4:08
10. "Concrete Slave" – 3:42
11. "She" – 3:26
12. "Crucified" – 4:29
13. "Shining Man" – 3:51
14. "Damning Eden" (Acoustic) – 3:18
15. "Black Betty" [reissue bonus track]
16. "Triple 6's" [reissue bonus track]
17. "Two Cent Friend" [reissue bonus track]

## Personal
- Ryan McCombs - Vocales
- Adam Zadel - Guitarra, Coros
- Shaun Glass - Guitarra
- Tim King - Bass
- Tom Schofield - Drums

- Datos: Q2352719